# João Soares de Leomil
João Soares de Leomil (1200 -?) foi um Cavaleiro medieval do Reino de Portugal e Senhor de Leomil.

## Relações familiares
Foi casado com Teresa Gonçalves Bezerra (c. 1200 -?) filha de Gonçalo Gonçalves Bezerra, de quem teve:
1. Teresa Anes de Leomil (1230 -?) casada por duas vezes, a primeira com Paio Monteiro filho de Egas Monteiro, e a segunda com Rui Mendes da Fonseca (1230 - 1289) filho de Mem Gonçalves da Fonseca (c. 1200 -?) e de Maria Pires de Tavares (c. 1200 -?),
2. Martim Anes Colmado,
3. Rodrigo Anes de Leomil, que foi o fundador da linhagem que deu origem à família Álvares.